# Kanadská ženská hokejová reprezentace
Kanadská ženská hokejová reprezentace je výběrem nejlepších hráček ledního hokeje z Kanady. Od roku 1990 se účastní mistrovství světa žen. Nejlepší výsledek z tohoto šampionátu pochází z let 1990, 1992, 1994, 1997, 1999, 2000, 2001, 2004, 2007 a 2012, kdy kanadská ženská hokejová reprezentace vybojovala zlato. Má též 5 účastí na zimních olympijských hrách, kde v letech 2002, 2006, 2010 a 2014 vybojovala zlato.

## Mezinárodní soutěže

### Olympijské hry
Kanada startovala na všech pěti ženských turnajích v ledním hokeji na zimních olympijských hrách a kromě roku 1998, kdy byla stříbrná, vždy zvítězila.
| ZOH      | Místo konání                | Umístění         |
| -------- | --------------------------- | ---------------- |
| ZOH 1998 | Japonsko (Nagano)           | Stříbrná medaile |
| ZOH 2002 | USA (Salt Lake City)        | Zlatá medaile    |
| ZOH 2006 | Itálie (Turín)              | Zlatá medaile    |
| ZOH 2010 | Kanada (Vancouver)          | Zlatá medaile    |
| ZOH 2014 | Rusko (Soči)                | Zlatá medaile    |
| ZOH 2018 | Jižní Korea (Pchjongčchang) | Stříbrná medaile |
| ZOH 2022 | Čína (Peking)               | Zlatá medaile    |

### Mistrovství světa
Na mistrovství světa startuje Kanada od roku 1990. Hraje stále v elitní skupině a vždy získala zlatou nebo stříbrnou medaili.
| 1990 | Kanada (Ottawa)                          | Zlatá medaile                    |                                  |                                  |
| 1992 | Finsko (Tampere)                         | Zlatá medaile                    |                                  |                                  |
| 1994 | USA (Lake Placid)                        | Zlatá medaile                    |                                  |                                  |
| 1997 | Kanada (různá města v provincii Ontario) | Zlatá medaile                    |                                  |                                  |
| 1999 | Finsko (Espoo)                           | Zlatá medaile                    |                                  |                                  |
| 2000 | Kanada (různá města v provincii Ontario) | Zlatá medaile                    |                                  |                                  |
| 2001 | USA (různá města ve státě Minnesota)     | Zlatá medaile                    |                                  |                                  |
| 2004 | Kanada (Halifax, Dartmouth)              | Zlatá medaile                    |                                  |                                  |
| 2005 | Švédsko (Linköping)                      | Stříbrná medaile                 |                                  |                                  |
| 2007 | Kanada (Winnipeg, Selkirk)               | Zlatá medaile                    |                                  |                                  |
| 2008 | Čína (Charbin)                           | Stříbrná medaile                 |                                  |                                  |
| 2009 | Finsko (Hämeenlinna)                     | Stříbrná medaile                 |                                  |                                  |
| 2011 | Švýcarsko (Curych, Winterthur)           | Stříbrná medaile                 |                                  |                                  |
| 2012 | USA (Burlington)                         | Zlatá medaile                    |                                  |                                  |
| 2013 | Kanada (Ottawa)                          | Stříbrná medaile                 |                                  |                                  |
| 2015 | Švédsko (Malmö)                          | Stříbrná medaile                 |                                  |                                  |
| 2016 | Kanada (Kamloops)                        | Stříbrná medaile                 |                                  |                                  |
| 2017 | USA (Plymouth)                           | Stříbrná medaile                 |                                  |                                  |
| 2019 | Finsko (Espoo)                           | [ 1 ]                            |                                  |                                  |
| 2020 | zrušeno kvůli pandemii covidu-19         | zrušeno kvůli pandemii covidu-19 | zrušeno kvůli pandemii covidu-19 | zrušeno kvůli pandemii covidu-19 |
| 2021 | Kanada (Calgary)                         | Zlatá medaile                    |                                  |                                  |
| 2022 | Dánsko (Herning, Frederikshavn)          | Zlatá medaile                    |                                  |                                  |
| 2023 | Kanada (Brampton)                        | Stříbrná medaile                 |                                  |                                  |

### Mistrovství pobřeží Tichého oceánu
Kanada dvakrát vyhrála Mistrovství pobřeží Tichého oceánu.
| MS   | Místo konání      | Umístění      |
| ---- | ----------------- | ------------- |
| 1995 | USA (San José)    | Zlatá medaile |
| 1996 | Kanada (Richmond) | Zlatá medaile |